# Гвен Саммерс
Гвен Саммерс (англ. Gwen Summers, род. 13 июня 1978 года) — псевдоним американской порноактрисы Дженнифер Белчер, которая активно работала в порноиндустрии с 1998 года по 2002 год.
Впервые Саммерс снялась в порнографическом фильме в 1998 году. В 18 лет она вышла замуж за человека, который, как позже оказалось, вёл двойную жизнь и работал порноактёром, выступая под псевдонимом Джонни Фраст. Через неделю она снялась вместе с ним в фильме и ей предложили контракт с Metro Studios. В июне 2002 года в связи с рождением сына она ушла из порноиндустрии и устроилась работать секретаршей. Через полтора года она вернулась в порноиндустрию.

## Премии и номинации
- 1999 XRCO Award — лучшая М/Ж сцена — Nothing to Hide 3 & 4[1]
- 2000 номинация на AVN Award — «лучшая актриса» — фильм за Nothing to Hide 3, Nothing to Hide 4: Club Purgatory
- 2001 номинация на AVN Award — «лучшая актриса» — фильм за Looker 2: Femme Fatale
- 2001 номинация на AVN Award — «лучшая актриса» — видео за Virgin Whore
- 2001 номинация на AVN Award — «лучшая групповая лесбийская сцена» за фильм The Violation of Bridgette Kerkove

(вместе с Кэнди Эплз, Корал Сэндс, Бриджитт Керков, Лейлой Джейд, Дэйзи Чейн и Вивьен)
- 2003 номинация на AVN Award — «лучшая актриса второго плана» — фильм за Wife Taker
- 2010 номинация на AVN Award — «лучшая групповая лесбийская сцена» за фильм The Violation of Harmony (вместе с Дженнифер Дарк, Одри Холландер, Моникой Мейхем, Хармони Роуз, Холли Уэллин)